# Stella Goldschlag
Stella Goldschlag, född 10 juli 1922, död 1994 i Freiburg im Breisgau, var en tysk-judisk angivare. Hon är känd för sin verksamhet som agent för Gestapo, då hon spårade upp och angav judar som gömde sig i Berlin för myndigheterna under andra världskriget. Hon började sin verksamhet för att undvika deportation till koncentrationsläger för sig och sina föräldrar. Hon var känd som "Det blonda giftet" och uppskattas ha angivit hundratals personer till Gestapo, varav många senare mördades i förintelseläger. Hon dömdes efter kriget för sin verksamhet som angivare och avtjänade ett tioårigt fängelsestraff. 

## Biografi

### Tidigt liv
Hon föddes i Berlin som dotter till dirigenten Gerhard Goldschlag och sångerskan Toni Goldschlag. Efter det nazistiska maktövertagandet 1933 kunde hon inte längre gå i statlig skola, men hon gick i en judisk privatskola och avlade 1938 examen som modedesigner vid en judisk konstskola. Familjen försökte lämna Tyskland efter kristallnatten 1938, men kunde inte få visum för utresa till något annat land. Hon gifte 1941 med den judiske musikern Manfred Kübler. 
Under kriget blev hon utkommenderad till tvångsarbete i Berlin. När massdeportationerna av Berlins judar till koncentrationsläger kommit igång under 1942 gick familjen under jorden. Stella Goldschlag beskrivs som blond och blåögd och kunde tack vare sitt "ariska" utseende röra sig fritt i Berlin med hjälp av förfalskade papper. 

### Angivare
Våren 1943 greps Stella Goldschlag och hennes föräldrar av Gestapo. Efter ett misslyckat flyktförsök blev hon underkastad tortyr. Hon gick då med på att låta sig värvas av Gestapo som agent eller angivare av andra gömda judar i Berlin i utbyte mot att hon och hennes familj undantogs från deportation. Hon fick en lön på 300 Reichsmark för varje jude hon angav till Gestapo, och en fullmakt där myndigheterna uppmanades att assistera henne. 
Som tidigare gömd jude hade hon information om flera personer som gömde sig undan myndigheterna, och hon angav även sina forna klasskamrater. En av hennes metoder var att posera som gömd jude och utlova andra judar gömställen, mat och hjälp. Hon kunde också följa upp tips om judar som hade lämnats in till Gestapo. Det är okänt hur många personer hon avgav till Gestapo; antalet varierar mellan 600 och 3 000, men det var oavsett hundratals personer, av vilka många senare dog i gaskammaren. Stella Goldschlag beskrivs som en blond skönhet med karisma, och hennes utseende och attraktionskraft ska ha varit en fördel i hennes verksamhet som kollaboratör. Nazisterna kallade henne "det blonda giftet". 
Gestapo bröt överenskommelsen med Goldschlag; hennes make deporterades till Auschwitz 1943 och hennes föräldrar deporterades i februari 1944. Själv undgick hon deportation genom att fortsätta sitt arbete som angivare. Hon gifte om sig med en annan judisk angivare, Rolf Isaaksohn, den 29 oktober 1944. 

### Efter kriget
Stella Goldschlag var verksam så sent som i mars 1945, då hon gick under jorden vid krigsslutet. Hon greps av de sovjetiska styrkorna i oktober 1945 och ställdes inför rätta i den sovjetiska sektorn av Berlin. Hon dömdes 1946 till tio års straffarbete. 
Efter avtjänat straff flyttade hon till Västberlin. Där greps hon på nytt och ställdes inför rätta i Västtyskland, där hon 1958 dömdes till tio års fängelse. Eftersom hon redan hade avtjänat samma straff för samma brott i Östtyskland, släpptes hon dock fri efter domen. Hon gifte sig ytterligare tre gånger, med icke judiska män. Hon konverterade till kristendomen, och beskrivs som antisemit.